# Jennekes Mühle
Der Mühlenhof (Grundbuchbezeichnung) war eine Wassermühle mit einem unterschlächtigen Wasserrad in Lüttelforst. Über Jahrhunderte gehörte die Mühle der in Lüttelforst alteingesessenen Familie Mühlenweg. Die Mühle, im Volksmund nach einem der letzten Müller Jennekes Mühle genannt, liegt heute im Gebiet der Stadt Wegberg, Kreis Heinsberg.

## Geographie
Die Jennekes Mühle hat ihren Standort am Mittellauf der Schwalm im Naturschutzgebiet Lüttelforster Bruch. Seit einer Gebietsreform in den 1990er Jahren gehört die Mühle zur Stadt Wegberg, Kreis Heinsberg. Sie benötigte zum Betrieb keinen Weiher. Oberhalb der Jennekes Mühle lag die Papelter Mühle, unterhalb die Lüttelforster Mühle. Der Wasserspiegel liegt bei 47 m über NN.
Die Mühle lag bis 1928 unmittelbar an der Schwalm, die ihre Quelle in Genhof, einem Ortsteil der Stadt Erkelenz hat.

## Geschichte
Bekannt ist, dass der Mühlenhof zum Herbertzhof der Familie Mühlenweg in Lüttelforst gehörte. Später ging er in den Besitz der Familie Van Schayk über. Aus früherer Zeit ist bekannt, dass die Mühle eine bestimmte Menge Öl, gemessen in „Pinke“, an die Lüttelforster Kirche lieferte. Die erste Karteneintragung in der Tranchot-Karte ist 1806 verzeichnet. Hier wird sie von Tranchot unter den Familiennamen Jennekes eingetragen. 1872 kaufte Peter Matthias Gerards die Mühle von Gölden, nach welchem die Mühle auch Göldenmühle genannt wurde. Während die Mühle 1829 mit zwei Ölpressen registriert wird, ist sie 1900 ausschließlich als Getreidemühle ausgewiesen. 1918 erfolgt erneut eine Umstellung der Nutzung als Feilenschleiferei. Die mit einer Flussbegradigung der Schwalm im Jahr 1928 einhergehende Verlagerung des Bachbettes bedeutete das Ende der Wasserkraftnutzung. Das Anwesen wird seitdem zu Wohnzwecken genutzt. Nach dem Zweiten Weltkrieg war es über viele Jahre das Wohnhaus des jeweils kommandierenden belgischen Generals im NATO-Hauptquartier Mönchengladbach-Rheindahlen.

## Galerie

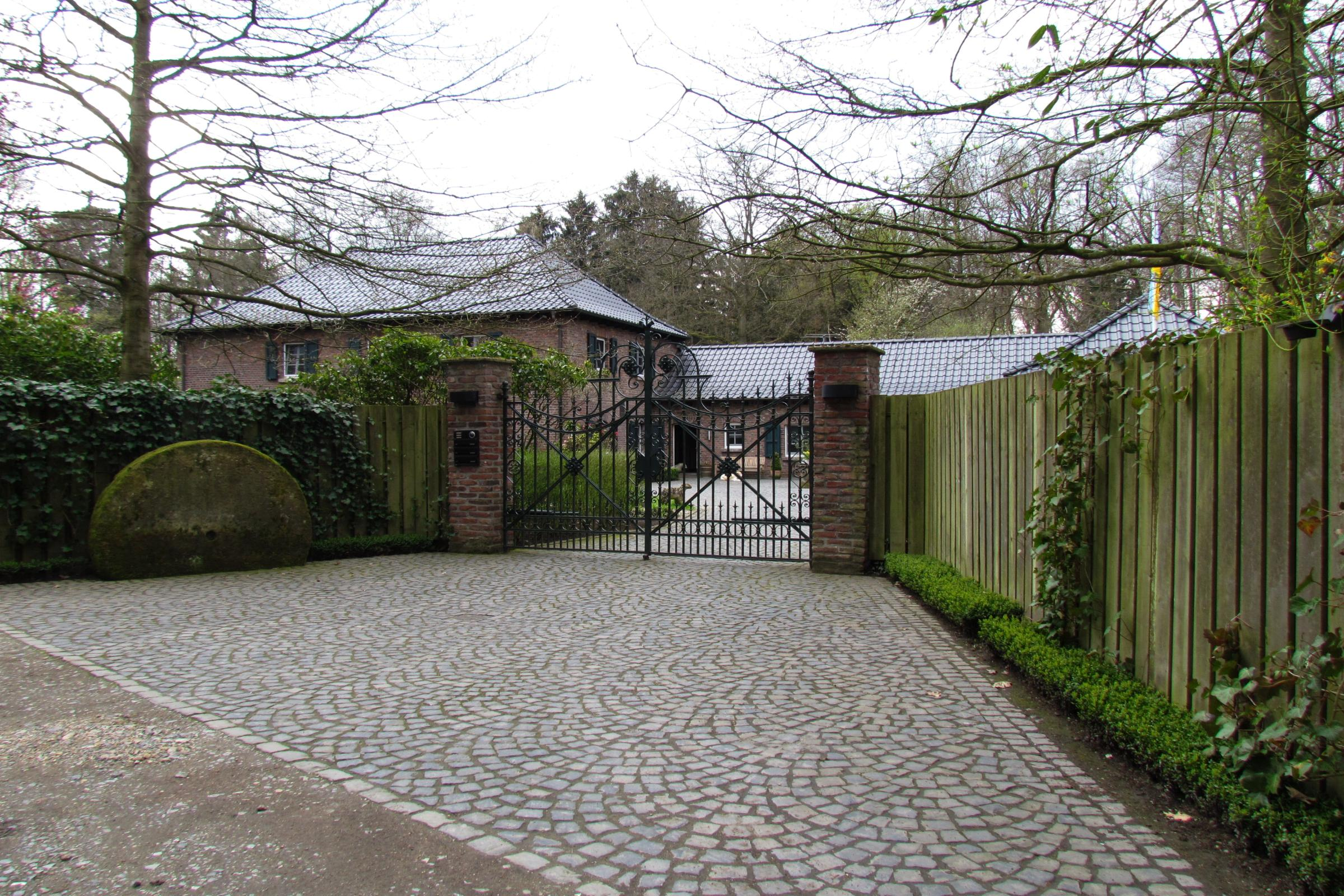
Landhaus Jennekes Mühle
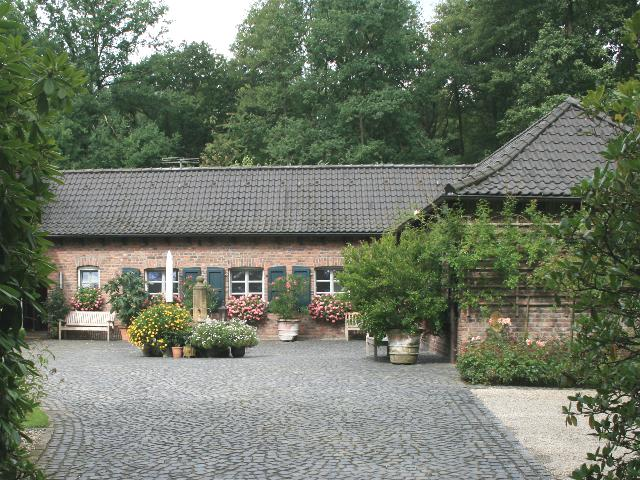
Hof- und Wirtschaftsgebäude
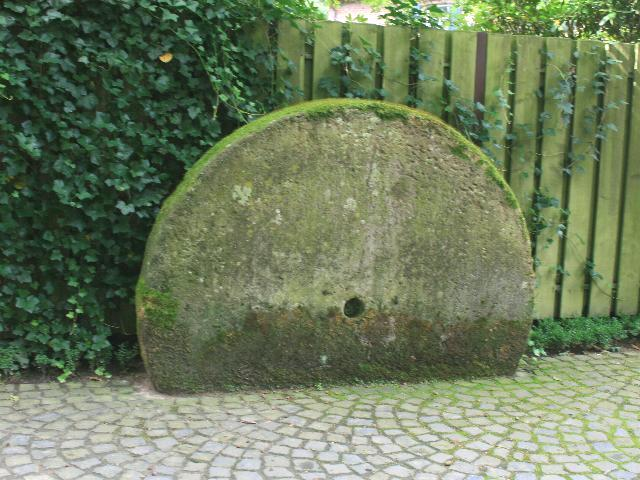
Alter Mühlstein am Eingangsbereich
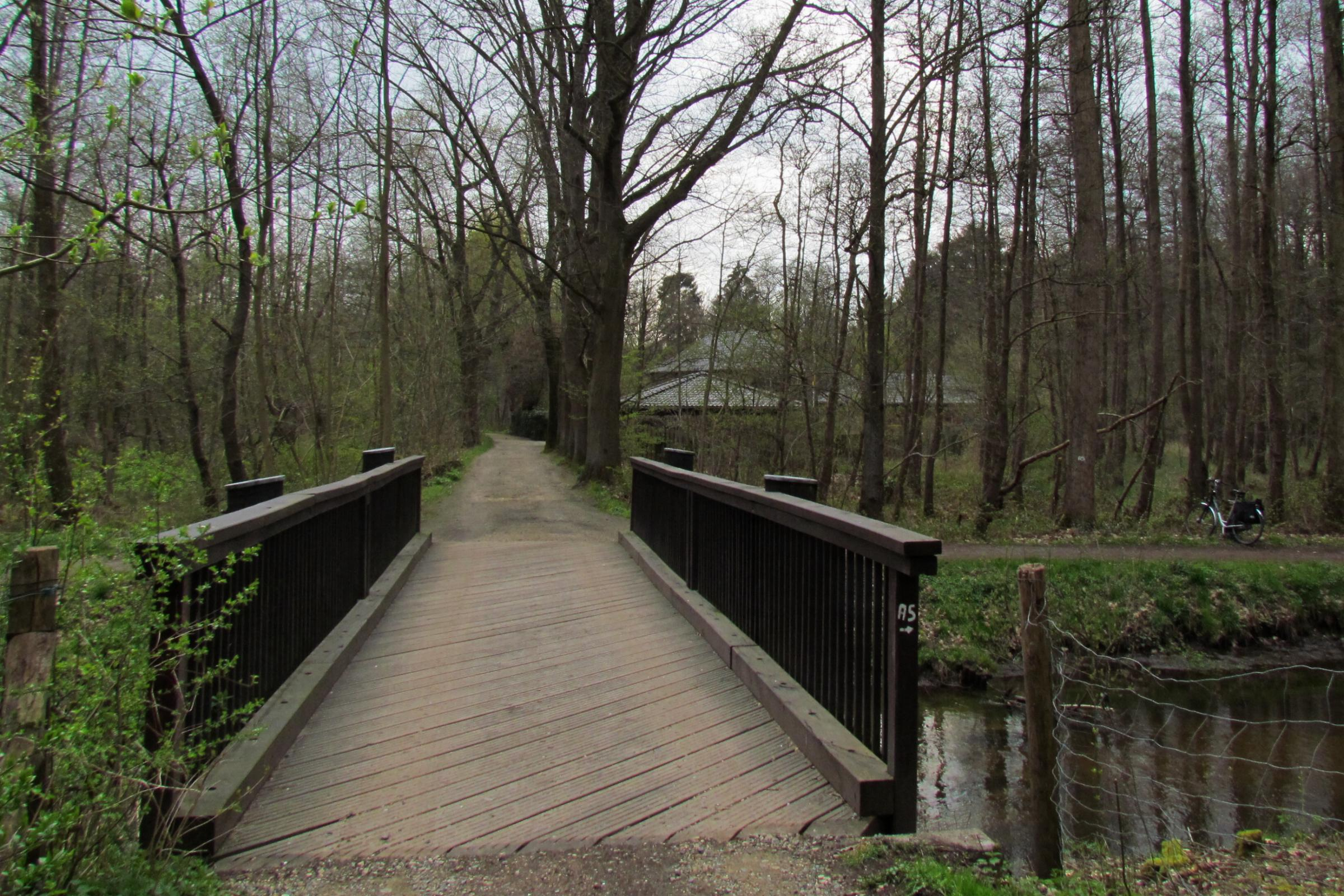
Schwalmbrücke und Zufahrt